# Zigópol
Zigópol (del ruso: Зигополь) o Zijópol (Зихополь) fue una de las ciudades de la antigua Zijia (Circasia).

## Historia
La primera mención de esta ciudad pertenece a la Geografía de Estrabón, donde escribe:
"Alrededor del lago Meótida viven los meotas. Cerca del mar, en la parte asiática del Bósforo y el área donde habitan los sindos. Tras ella habitan los aqueos, los zigos, los heníocos y los macropogones.
... cerca de Guermonasa se hallan Trebisonda y Cólquida. Aquí se encuentra una ciudad llamada Zijopol".
Entre el siglo VII y el siglo X era un centro religioso en el que tenía su centro la eparquía ortodoxa de Zijii dependiente del patriarca de Constantinopla. En el siglo XIV se formó en la península de Tamán la diócesis católica de Matrega, cuyo obispo era circasiano. En 1330 varios príncipes circasianos se convirtieron al catolicismo, como el príncipe Millen (Verzajt). El Papa tuvo comunicaciones con él entre 1329 y 1333. En 1346 se designó el primer obispo católico, el franciscano Juan. En 1349 el adigué Zhan de Ziki fue elevado al rango de arzobispo

## Emplazamiento
El emplazamiento exacto de la ciudad no ha sido establecido. Una hipótesis apunta a que se trata de una ciudadela situada en las proximidades de Utash, cerca de Anapa. El yacimiento ocupa un área de más de 50 ha. En la necrópolis se han hallado decenas de lápidas de tumba cristianas y planchas con inscripciones y símbolos cristianos griegos. En el lugar se hallado restos de un templo cristiano. Otros investigadores, como Yuri Vóronov, creen que debe buscarse mucho más al este.